# Chiatina
Chiatina (o Villa Chiatina, anticamente Clatina) è una località nel comune italiano di Buonconvento, nella provincia di Siena, in Toscana.

## Storia
La piccola chiesetta di villa Chiatina rimanda all'antica chiesa di San Pietro in Clatina. Nell'anno 867 essa fu donata insieme all corte dal conte Winigi di Siena alla badia camaldolese della Berardenga.
I conti della Scialenga, eredi del Winigi, ripresero la località che fu rivendicata a lungo dai monaci Camaldolensi.
Chiatina passò poi ai Piccolomini come testimoniava papa Pio II, mentre descriveva nei commentarii l'abbazia di Monte Oliveto Maggiore.
In questa località nacque nell'anno 1135 il beato Alberto da Chiatina che fu pievano di Pava presso San Giovanni d'Asso, poi della Pieve a Elsa a Colle di Val d'Elsa, dove morì in odor di santità il 17 agosto 1202.

## Monumenti e luoghi d'interesse
- Chiesa di San Pietro[1]
- Villa di Chiatina